# Pilarka ramowa

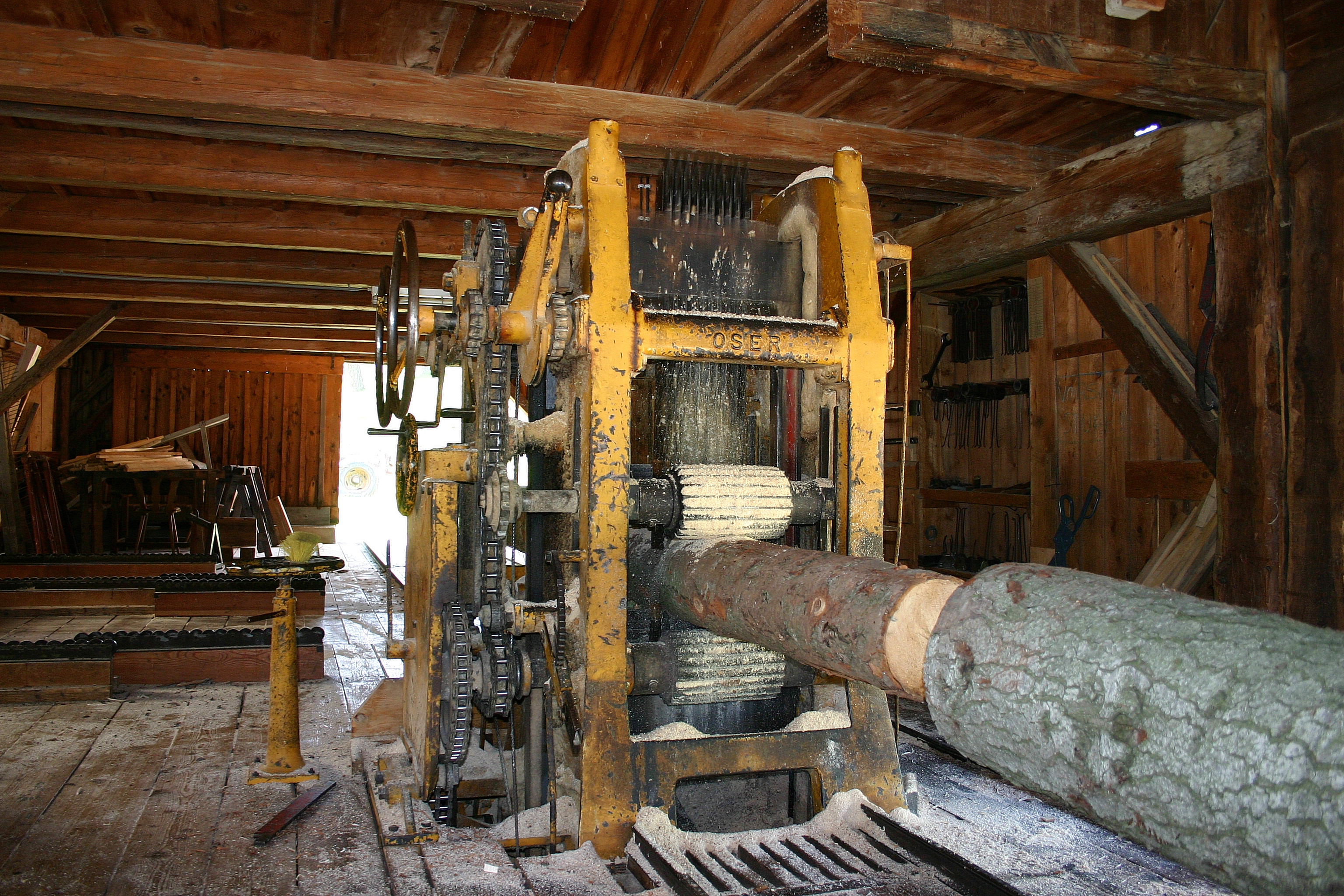
Pilarka ramowa pionowa

Pilarka ramowa (trak ramowy, gater) – maszyna stosowana w tartakach w celu przecierania drewna okrągłego na tarcicę obrzynaną oraz nieobrzynaną. Przecieranie odbywa się za pomocą jednej lub wielu pił rozpiętych na ramie poruszającej się ruchem posuwisto-zwrotnym. W zależności od kierunku ruchu piły rozróżnia się pilarki ramowe pionowe i poziome.

## Budowa

### Pilarka ramowa pozioma
Pilarka ramowa tego typu tnie drewno wzdłuż jego długości. Jednostkę tnącą stanowi głowica z posuwem, na której montuje się brzeszczot (taśmę do cięcia). Pozostałe części traka taśmowego to:
- łoże - na nim umieszcza się drewno, zazwyczaj o długości 2,5 m,
- głowica tnąca,
- osłona brzeszczotu,
- korba do regulacji wysokości głowicy,
- zbiornik na chłodziwo[3],
- wyłącznik i włącznik,
- silnik,
- koła napędowe,
- osłona kół napędowych,
- nóżki[4].